# Crinia insignifera
Espèce
Statut de conservation UICN

 LC  : Préoccupation mineure
Crinia insignifera est une espèce d'amphibiens de la famille des Myobatrachidae.

## Répartition
Cette espèce est endémique du Sud-Ouest de l'Australie-Occidentale ainsi que sur l'île Rottnest. Elle se rencontre jusqu'à 150 m d'altitude,.

## Comportement, habitat
Crinia insignifera vit dans les marais et les prairies inondables ou arrosées.

## Publication originale
- Moore, 1954 : Geographic and genetic isolation in Australian Amphibia. American Naturalist, vol. 88, no 839, p. 65-74.